# رالی آکروپولیس ۲۰۲۲
رالی آکروپولیس ۲۰۲۲ (همچنین با عنوان رالی اکو آکروپلیس یونان ۲۰۲۲ شناخته می‌شود) یک رویداد اتومبیل رانی برای خودروهای رالی بود که طی چهار روز بین ۸ و ۱۱ سپتامبر ۲۰۲۲ برگزار شد. این شصت و ششمین دوره رالی آکروپلیس بود. این رویداد دهمین دور از رالی قهرمانی جهان ۲۰۲۲، مسابقات قهرمانی رالی جهان ۲ و قهرمانی رالی جهان ۳ بود. این رویداد در شهر لامیا در یونان مرکزی برگزار شد و بیش از ۱۶ مرحله ویژه با مسافت ۳۰۳٫۳۰ کیلومتر (۱۸۸٫۴۶ مایل) مسابقه ای برگزار شد.